# Университет Нотр-Дам Мэриленда
Университет Нотр-Дам Мэриленда (англ. Notre Dame of Maryland University) — американский частный католический университет в Балтиморе, штат Мэриленд.
В настоящее время является одним из старейших высших учебных заведений для женщин в Соединенных Штатах.

## История и деятельность
Римско-католическая образовательная религиозная община Школа сестёр Нотр-Дам основала в 1873 году учебное учреждение, которое первоначально назвала Подготовительная школа и коллегиальный институт Нотр-Дам Мэриленда (Notre Dame of Maryland Preparatory School and Collegiate Institute). Позже школа стала называться Колледж Нотр-Дам Мэриленда (College of Notre Dame of Maryland), который к 1895 году стал заведением с четырёхгодичным сроком обучения.
В 1896 году учебное заведение стало называться Коллегиальный институт (Collegiate Institute), став первым четырёхлетним римско-католическим колледжем для женщин в Соединённых Штатах.
В 2011 году учебное учреждение, с одобрения Законодательного собрания штата и Генеральной Ассамблеи Мэриленда, получило статус университета с добавлением нескольких программ для выпускников и изменило свое название на Университет Нотр-Дам Мэриленда.
С момента образования Колледжа Нотр-Дам Мэриленда, его возглавляли:
| - 1895—1904 − Theophila Bauer - 1904—1919 − Florentine Riley - 1919—1929 − Philemon Doyle - 1929—1935 − Ethelbert Roache - 1935—1950 − Frances Smith - 1950—1968 − Margaret Mary O’Connell - 1968—1971 − Elissa McGuire | - 1971—1992 − Kathleen Feeley - 1992—1996 − Rosemarie Nassif - 1996—1997 − Dorothy M. Brown - 1997—2012 − Mary Pat Seurkamp - 2012—2013 − James F. Conneely - 2013—2014 − Joan Develin Coley - с 2014 − Marylou Yam |

В числе известных выпускников Университета Нотр-Дам Мэриленда: американская фотограф Фрэнсис Джонстон, певица Марта Каннингем, бывший президент этого вуза Кэтлин Фили, американская хирург Сьюзан Лав и другие.